# Nezla
Nezla (em árabe: ﻧﺰﻟﺔ) é uma comuna localizada na província de Ouargla, Argélia. De acordo com o censo de 2008, a população total da cidade era de 51 674 habitantes.